# Fish Leong
Fish Leong (traditionell kinesiska: 梁静茹; förenklad kinesiska: 梁靜茹; pinyin:Liáng Jìngrú), född 16 juni 1978, är en malaysisk sångare. Leong har sålt mer än 18 miljoner skivor och nått popularitet och framgång i Kina, Hongkong, Taiwan, Japan, Singapore och Malaysia.

## Diskografi

### Studioalbum
- Grown Up Overnight (1999)
- Courage (2000)
- Shining Star (2001)
- Sunrise (2002)
- Beautiful (2003)
- Wings of Love (2004)
- Silkroad of Love (2005)
- Kissing the Future of Love (2006)
- J'Adore (2007)
- Fall in Love & Songs (2009)
- What Love Songs Didn't Tell You (2010)
- Ai Jiu Jian Renxin|Love in Heart (2012)
- The Sun Also Rises (2019)

### Samlingsalbum
- The Power of Love (2003)
- I Love You Hereafter (2011)
- Her Story With Mayday (2015), cover album with various artists presenting "Tenderness"

### Livealbum
- Time & Love (2002)
- Love Parade (2005)
- Today Is Our Valentine's Day (2008)

### EP
- The Sonnet of Three Days (2021)

## Filmografi

### Filma
- Ice Kacang Puppy Love (2010)[4]

### Tv
- My Queen (2009)